# Мир Сеид Али
Мир Сеид Али (р. 1510-е, Тебриз, — ум. после 1572, Мекка(?)) — персидский художник.

## Биография
Мир Сеид Али родился в семье известного художника Мир Мусаввира, и принадлежал к сейидам, то есть к прямым потомкам пророка Мухаммеда. Историк-хронист Кази Ахмед сообщает, что сын был талантливее своего отца, однако влияние Мир Мусаввира всё же сказывалось на творчестве сына. Начало творческого пути художника пришлось на то благословенное время, когда художественными делами в персидском государстве заправлял прославленный Бехзад (ум. в 1535-6г.). Современные исследователи предполагают, что уже в юном возрасте Мир Сеид Али принял участие в иллюстрировании знаменитого списка «Шахнаме», создававшегося в 1525-35 годах для шаха Тахмаспа I (1514—1576). Рукопись была в своё время расшита, и отдельные листы из неё разошлись по разным музеям и коллекциям. Руке Сеида Али в ней приписываются две миниатюры, а также участие в совместных работах с Султаном Мухаммедом и Ага Миреком.
Следующим этапом было его участие в создании иллюстраций для не менее прославленного манускрипта «Хамсе» Низами, создававшегося лучшими художниками шахской китабхане в 1539-43 годах по заказу шаха Тахмаспа (Британская библиотека, Лондон). Из 14 миниатюр его кисти приписывают четыре, и среди них «Старуха приводит Меджнуна к стойбищу», на которой стоит подпись художника. К этому периоду, 1540-м годам, принадлежат еще два замечательных произведения мастера: рисунок с изображением изящного юноши, держащего раскрытое письмо (Галерея Фрир, Вашингтон; ряд исследователей полагает, что есть веские основания считать эту работу автопортретом художника), и диптих (двойной фронтиспис) к «Хамсе» Низами, на одном листе которого «Стойбище кочевников», на другом — «Вечерняя жизнь дворца» (оба хранятся в Кембридже, Музеи Гарварда, но сегодня считают, что Мир Сеиду Али принадлежит только "Вечерняя жизнь дворца").
Вероятно, успешная карьера Мир Сеида Али при дворе шаха Тахмаспа продолжалась бы и далее, если бы в его жизни не произошли решительные перемены. С 1540-х годов шах Тахмасп I становился все более религиозным, к 1550-м годам его религиозность переросла в отторжение светских проявлений в окружающей жизни. Он потерял прежний интерес к книжной миниатюре, и в конце концов издал указ о запрете светских изображений на всей территории персидского царства. Художники его китабхане в этот период разъехались кто куда, большая часть нашла прибежище при дворе племянника шаха Тахмаспа, Султана Ибрагима Мирзы. Тем временем могольский император Хумаюн после неудачных сражений с Шер Шахом потерял свой трон, и в 1543 году прибыл в Персию, где шах Тахмасп оказал ему теплый прием и высочайшее покровительство. Последовали бесчисленные пиры, на которых Тахмасп уговаривал суннита Хумаюна перейти в шиитскую веру. Пока Хумаюн гостил в Тебризе, он познакомился с художниками шахской китабхане, был очарован их произведениями, и двух из них пригласил на службу к себе, желая создать библиотеку-мастерскую подобную тебризской. Этими художниками были Абд ас Самад и Мир Мусаввир. Однако в силу каких-то причин вместо Мир Мусаввира на службу к Хумаюну поехал его сын Мир Сеид Али. Эти два художника — Мир Сеид Али и Абд ас Самад — стали основателями еще одной, но вполне самостоятельной, ветви персидской живописи — могольской живописной школы.
Хумаюн не сразу отвоевал свои владения в Индостане. Пока велись многолетние сражения, его двор пребывал в Кабуле. Мир Сеид Али прибыл туда в 1549 году, жил и творил там до тех пор, пока летом 1555 года армия Хумаюна не одолела в сражении превосходящие войска Сикандар-шаха Сури. Ворота Дели были открыты, и Хумаюн вернул отцовский трон. К кабульскому периоду жизни художника сегодня относят очень мало произведений, и среди них «Портрет молодого писца» (ок. 1550, Музей искусств округа Лос-Анджелес). Мир Сеид Али считается мастером портретного жанра, однако персидские портреты носили в большой мере условный и идеализированный характер, чем значительно отличались от могольского портрета, который был гораздо более натуралистичен. Тем не менее, «Портрет молодого писца» принадлежит к лучшим персидским портретным миниатюрам. Специалисты из лос-анджелесского музея считают, что это автопортрет художника.
Император Хумаюн недолго наслаждался жизнью в Дели: через полгода после воцарения в своей исконной столице император погиб в результате несчастного случая. По иронии судьбы он упал с лестницы своей китабхане, и через три дня, 24 января 1556 года, скончался. Ему наследовал Акбар I, который был еще более страстным любителем книжной миниатюры, чем его отец. Мир Сеид Али вместе с Абд ас Самадом с детства обучал будущего падишаха искусству рисования, и между ними установились теплые отношения. Сеид Али возглавлял императорскую китабхане, и под его руководством начал осуществляться один из самых претенциозных книжных проектов в мировой истории — «Хамзанаме» (История Амира Хамзы, дяди пророка Мухаммеда). Заказ, который выполнялся с 1562 по 1577 год, был сделан императором Акбаром, и будучи начат под руководством Мир Сеида Али, был завершен под началом Абд ас Самада. Книга была разделена на четырнадцать томов, каждый из которых содержал сто иллюстраций; в сумме — 1400 миниатюр. До наших дней дошло около 140 миниатюр этого произведения, которые раскиданы по разным музеям и коллекциям мира.
По всей вероятности оба начальника императорской китабхане принимали непосредственное участие в иллюстрировании этого грандиозного проекта лишь время от времени, осуществляя в основном общее руководство, поэтому их присутствие на страницах книги немногочисленно. Одной из самых замечательных работ в этом манускрипте является миниатюра «Илья-пророк спасает тонущего Нур ад-Дахра», которую приписывают руке Мир Сеида Али (Британский музей, Лондон). Наряду с портретом отца, Мир Мусаввира (1565—1570, Музей Гимэ, Париж), и рисунком «Мудрец, размышляющий над книгой» (1570-80, Париж, Музей Гимэ) эта миниатюра демонстрирует особенности позднего творчества мастера.
Мир Сеид Али оставался верен персидской традиции до конца, и в китабхане падишаха Акбара, где работала интернациональная бригада художников, отстаивал принципы персидской живописи. В его работах можно видеть влияние его отца Мир Мусаввира, а также Султана Мухаммеда. Своим творчеством он заслужил многочисленные восхваления и награды. Визирь императора Акбара I, Абу-л Фазл, в своей «Истории Акбара» (Акбарнаме) отзывается о нем самым восторженным образом. В списке лучших художников эпохи Акбара (а таковых Абу-л Фазл насчитал более ста) Мир Сеида Али из Тебриза он ставит на первое место, и сообщает следующее: «Своему искусству он научился у отца. С того момента, как он попал во дворец, луч царского благоволения сиял над ним. Он сам прославил себя своим искусством…». Император Хумаюн считал Мир Сеида Али одним из чудес своего царства, и присвоил ему почетный титул «Надир уль-Мульк» (Чудо царства).
Через семь лет после начала проекта «Хамзанаме», то есть приблизительно в 1569 году, художник оставил могольский двор, и как правоверный мусульманин отправился пилигримом в Мекку. Одни исследователи его творчества считают, что он скончался во время хаджа, другие полагают, что он вернулся ко двору Акбара и скончался только в 1580-х годах. История точных сведений об этом не донесла.
Мир Сеид Али был выдающимся художником, стоявшим у истоков замечательной могольской миниатюры, фактически, её отцом-основателем.
- Мир Сеид Али. Старуха приводит Меджнуна к стойбищу. "Хамсе" Низами, 1539-45, Британская библиотека, Лондон.
- Мир Сеид Али, Верблюд и погонщик, рисунок, Тебриз, ок. 1535, Музей искусства Фогга, Кембридж
- Мир Сеид Али. Принц и паж. Живопись на шелку, Тебриз, ок 1540, Британский Музей, Лондон
- Мир Сеид Али. Сцена в школе. Тебриз, ок 1540, Галерея Фрир, Вашингтон
- Мир Сеид Али. Илья — пророк спасает тонущего Нур ад-Дахра. Миниатюра из «Хамзанаме». Ок. 1570 года. Британский музей, Лондон
- Мир Сеид Али, Махия освобождает Замбура, убив охранников. "Хамзанаме", ок. 1570, Музей искусства Гарварда, Кембридж